# MS MR
MS MR (prononcé Miss Mister) est un groupe américain de rock, originaire de New York, actif entre 2011 et 2023. Il est constitué de la chanteuse Lizzy Plapinger et du producteur Max Hershenow. Le duo détient un contrat avec les studios Iamsound Records et Columbia Records. Lizzy Plapinger est aussi reconnu pour la fondation du label Neon Gold Records.

## Histoire
MS MR sort deux singles Hurricane et Fantasy après que les deux membres ont obtenu leur diplôme du Vassar College. Le clip vidéo pour leur titre Hurricane sort le 26 avril 2012 et a obtenu des critiques positives pour son atmosphère « vintage ». Le single se classe 38e en Allemagne.
Hurricane intègre leur premier EP, Candy Bar Creep Show, aux côtés des titres Bones, Dark Doo Wop et Ash Tree Lane. Cet EP sort le 14 septembre 2012. Le clip vidéo pour leur second single Fantasy sort le 4 février 2013. Le titre est disponible plus tard sur iTunes le 8 mars 2013. Leur album Secondhand Rapture sort le 14 mai 2013 et contient les quatre titres de leur précédent EP.
Quatre de leurs titres, Salty Sweet, Twenty Seven, Hurricane et Bones sont utilisés dans la série Pretty Little Liars en 2013. Salty Sweet et Bones apparaissent lors de la saison 9 de Grey's Anatomy. Bones est utilisé dans la bande annonce de la saison 3 de Game of Thrones et dans la saison 3 de Revenge en 2013. Dark Doo Wop est utilisé dans l'épisode 10 de la saison 1 de The Originals. Fantasy est utilisée dans l'épisode 2 de la saison 2 de Hit the Floor.
Le 17 juillet 2015, ils sortent leur deuxième album, How Does It Feel. Après avoir tourné pendant une grande partie de l'année 2016, le groupe annonce une pause en janvier 2017, Plapinger se consacrant à son projet solo, LPX.
Le 6 septembre 2023, le duo met en ligne le clip Saturn Return et annonce par la même occasion la fin du groupe.

## Style musical
Le style musical de MS MR est comparé à celle de Florence and the Machine, Lana Del Rey et Kavinsky.

## Discographie

### Albums studio
| Titre              | Détails                                                                              | Meilleure position | Meilleure position | Meilleure position | Meilleure position | Meilleure position | Meilleure position | Meilleure position | Meilleure position |
| Titre              | Détails                                                                              | US                 | Alt.               | Heat.              | États-Unis Rock    | Australie          | Royaume-Uni        | Allemagne          | Suisse             |
| ------------------ | ------------------------------------------------------------------------------------ | ------------------ | ------------------ | ------------------ | ------------------ | ------------------ | ------------------ | ------------------ | ------------------ |
| Secondhand Rapture | - Sortie : 10 mai 2013 - Label : Columbia Records - Formats : CD, téléchargement     | 116                | 24                 | 2                  | 35                 | 22                 | 65                 | 36                 | 51                 |
| How Does It Feel   | - Sortie : 17 juillet 2015 - Label : Columbia Records - Formats : CD, téléchargement | 141                | 12                 | 1                  | 16                 | 12                 | 61                 | 51                 | 122                |

### EP
| Titre                | Détails                                                                                             | Meilleure position |
| Titre                | Détails                                                                                             | Heat.              |
| -------------------- | --------------------------------------------------------------------------------------------------- | ------------------ |
| Candy Bar Creep Show | - Sortie : 14 septembre 2012 - Label : Iamsound Records - Formats: CD, vinyle, téléchargement légal | 7                  |

### Singles
| Hurricane                                                  | 2012 | —  | 31 | 38 | — | 8 | Secondhand Rapture |
| Fantasy                                                    | 2013 | 77 | 48 | —  | — | — | Secondhand Rapture |
| Think of You                                               | 2013 | —  | —  | —  | — | — | Secondhand Rapture |
| Painted                                                    | 2015 | —  | —  | —  | — | — | How Does It Feel   |
| « — » signifie que le single n'a pas été classé ou publié. |      |    |    |    |   |   |                    |

### Autres chansons classées
| Bones                                                      | 2012 | 158 | Secondhand Rapture |
| « — » signifie que le single n'a pas été classé ou publié. |      |     |                    |

### Clips vidéo
| Titre                | Année | Réalisateur(s) |
| -------------------- | ----- | -------------- |
| Ash Tree Lane (Demo) | 2011  |                |
| Hurricane            | 2012  |                |
| Bones (clip lyrique) | 2012  |                |
| Dark Doo Wop         | 2012  |                |
| Ash Tree Lane        | 2012  |                |
| Fantasy              | 2013  | Austin Peters  |
| Hurricane            | 2013  | Luke Gilford   |
| Think of You         | 2013  | Brthr          |

### Remixes
| Title                        | Année | Artiste originel |
| ---------------------------- | ----- | ---------------- |
| Pilgrim (MS MR Remix)        | 2013  | MØ               |
| You (Ha Ha Ha) (MS MR Remix) | 2013  | Charli XCX       |
| Dragon (MS MR Remix)         | 2013  | Fallulah         |